# Matthias Gerlich
Matthias Gerlich (* 25. Februar 1988 in Landsberg am Lech) ist ein deutscher Handballspieler. Er ist 2,04 m groß und wiegt 99 kg.
Gerlich erlernte das Handballspielen beim TSV Mindelheim. Gerlich stand später beim SC Magdeburg unter Vertrag und kam ab 2007 per Zweitspielrecht bei Concordia Staßfurt zum Einsatz. Im Sommer 2009 schloss er sich TUSEM Essen an. Nach zwei Spielzeiten in Essen, wechselte Gerlich zum TV Hüttenberg. Nur eine Saison später verpflichtete ihn der Bundesligist Rhein-Neckar Löwen. Da Gerlich nur wenige Einsatzzeiten bei den Rhein-Neckar Löwen erhielt, wechselte er im Februar 2013 zum Zweitligisten SC DHfK Leipzig Handball. Gerlich, der ab 2014 beim HSC 2000 Coburg (Rückennummer 10) unter Vertrag stand, wird meist auf der Position Rückraum links eingesetzt. Im Sommer 2016 wechselte er zum ThSV Eisenach. Ab der Saison 2018/19 stand er beim Schweizer Club BSV Bern Muri unter Vertrag. Nachdem Gerlich drei Spielzeiten für Bern aufgelaufen war, schloss er sich dem Bezirksoberligisten TSV Schwabmünchen an. Im Dezember 2021 schloss er sich dem Drittligisten TSG Söflingen an.
Sein Bruder Michael Gerlich ist ebenfalls Handballspieler.